# Claude Palisca
Claude Victor Palisca (ur. 24 listopada 1921 w Rijece, zm. 11 stycznia 2001 w New Haven) – amerykański muzykolog pochodzący z Jugosławii.

## Życiorys
Jako dziecko wyjechał wraz z rodzicami do Stanów Zjednoczonych, w 1929 roku otrzymał obywatelstwo amerykańskie. Początkowo studiował pod kierunkiem Karola Rathausa w Queens College w Nowym Jorku, w 1943 roku uzyskując tytuł Bachelor of Arts. Następnie studiował kompozycję u Waltera Pistona i Randalla Thompsona oraz muzykologię u Ottona Kinkeldeya, Ottona Gombosiego i Archibalda Thompsona Davisona na Harvard University. W 1948 roku uzyskał tytuł Master of Arts, doktoryzował się w 1954 roku na podstawie pracy The Beginnings of Baroque Music: Its Roots in Sixteenth-century Theory and Polemics. W latach 1950–1952 jako stypendysta Programu Fulbrighta przebywał we Włoszech. Od 1953 do 1959 roku był wykładowcą Uniwersytetu Illinois w Urbanie. Od 1959 roku do przejścia na emeryturę w 1992 roku wykładał na Yale University, w latach 1969–1975 kierował jego wydziałem muzycznym. Gościnnie wykładał na Uniwersytecie Kalifornijskim w Berkeley. Od 1970 do 1972 roku był przewodniczącym American Musicological Society. Dwukrotny laureat stypendium Fundacji Pamięci Johna Simona Guggenheima (1960 i 1981). Członek American Academy of Arts and Sciences (1986) oraz Accademia filarmonica w Bolonii (1987).
W swojej pracy naukowej zajmował się teorią muzyki okresu renesansu i wczesnego baroku, badał twórczość Cameraty florenckiej. Dokonał bogatej kwerendy źródłowej, analizując i krytycznie oceniając traktaty renesansowych teoretyków muzyki. Badał także przemiany stylistyczne w muzyce wieków XVI i XVII. Wiele jego prac miało charakter pionierski lub rewidujący dotychczasowe poglądy dominujące w nauce. Dokonał licznych tłumaczeń tekstów źródłowych z epoki na język angielski. Współpracował z Donaldem J. Groutem przy trzecim wydaniu A History of Western Music, następnie po jego śmierci zredagował samodzielnie wydania 4. i 5., poszerzając je znacznie pod względem treściowym. Interesował się także problematyką nauczania muzyki, opracował program edukacyjny dla szkół państwowych.

## Wybrane prace
(na podstawie materiałów źródłowych)
- Girolamo Mei: Letters on Ancient and Modern Music to Vincenzo Galilei and Giovanni Bardi (Rzym 1960, 2. wyd. 1977)
- Baroque Music (Englewood Cliffs 1963)
- Music in Our Schools: A Search for Improvement (Waszyngton 1964)
- A History of Western Music, wspólnie z Donaldem J. Groutem (Nowy Jork 1980)
- Humanism in Italian Reneissance Musical Thought (New Haven 1985)
- The Florentine Camerata: Documentary Studies and Translations (New Haven 1989)
- Studies in the History of Italian Music and Music Theory (Oksford 1994)